# Амідієвий іон
Амідієвий іон (англ. amidium ion) — катіон, формально утворений додаванням Н+ до N або О атома аміду та його N-гідрокарбільних похідних. Неспецифічним амідієвим йоном є звичайно карбоксамідієвий іон: RC(OH)=N+R2 ↔ RC(=OH+)NR2 або RC(=O) N+R3,
де положення катіонного центра може бути довільним.
Наприклад, N,N, N-триметилбензамідій — PhC(=O) N+Me3.